# Dubusia
Dubusia is een geslacht van zangvogels uit de familie Thraupidae (tangaren), genoemd naar du Bus de Gisignies.

## Soorten
Het geslacht bevat vier soorten:
- Dubusia carrikeri  – Carrikers bergtangare
- Dubusia taeniata  – Zwartnekbergtangare
- Dubusia stictocephala  – Streepkapbergtangare
- Dubusia castaneoventris  – Bruinbuikbergtangare